# 松下雋
松下 雋（まつした しゅん、1946年11月7日 - 2013年9月29日）は、日本ガイシ代表取締役社長。中部経済連合会副会長、学校法人名城大学理事。三重県四日市市出身。

## 概要
愛知県立瑞陵高等学校を経て名古屋大学経済学部卒業。同年、日本碍子（現日本ガイシ）入社。セラミックス事業部長、専務取締役等を経て、2002年代表取締役社長。
2013年9月29日に急性心不全のため死去。66歳没。

## 経歴
- 1965年 愛知県立瑞陵高等学校卒業
- 1969年 名古屋大学経済学部経営学科卒業、日本碍子㈱（現・日本ガイシ）入社
- 1980年 ニューヨーク駐在員
- 1988年 NGKロック（デトロイト）出向
- 1996年 セラミックス事業部長
- 1997年 取締役
- 1999年 常務取締役
- 2001年 専務取締役
- 2002年 代表取締役社長
- 2007年 中部電力取締役
- 2010年 昭和法人会会長[2]
- 2011年 中央更生保護審査会委員[3]
- 2012年 日本放送協会経営委員会委員[4]